# Pays d'Aix Natation
Pays d'Aix Natation (PAN) est un club français de natation, nage avec palmes, natation synchronisée, et de water-polo d'Aix-en-Provence, évoluant en Division 1 masculine de water-polo depuis la saison 2009-2010.

## Historique
Le club est créé le 4 septembre 1989, sous le nom d'Aix-en-Provence Natation, quand 3 clubs pratiquant 4 sports :
- la nage avec palmes/Sextius Swimming Club,
- la natation sportive/Sextius Swimming Club & A.U.C.,
- la natation artistique /A.U.C.,
- et le water-polo/ASPTT AIX[1],

fusionnent en une seule entité. 
Les 4 disciplines se répartissent sur les différentes piscines de la C.P.A. (Piscine Yves Blanc, Piscine Virginie Dedieu, Piscine Saint Victoire, Piscine Claude Bollet.
Pendant l'été 2011, il devient Le Pays d'Aix Natation (P.A.N.) d'après le nom de la C.P.A..

## Natation synchronisée
De nombreuses nageuses de l'équipe de France sont actuellement au club ou y sont passées : Apolline Dreyfuss, Laura Augé, Léa Catania (en), Estel-Anaïs Hubaud, Lila Meesseman-Bakir, Lisa Richaud (en), etc. La plus connue est Virginie Dedieu, triple championne du monde de natation synchronisée dans les années 2000.
| Année     | Rang | Référence |
| --------- | ---- | --------- |
| 2004-2005 | 1er  | [ 2 ]     |
| 2005-2006 | 1er  | [ 3 ]     |
| 2006-2007 | 1er  | [ 4 ]     |
| 2007-2008 | 1er  | [ 5 ]     |
| 2008-2009 | 1er  | [ 6 ]     |
| 2009-2010 | 1er  | [ 7 ]     |
| 2010-2011 | 1er  | [ 8 ]     |
| 2011-2012 | 1er  | [ 9 ]     |

## Water-Polo
L'équipe de water-polo est promue dans le championnat Élite à partir de la saison 2009-2010.
En 2016-2017, le P.A.N. dispute une Coupe d'Europe (LEN Euro Cup), pour la première fois de son histoire.
La saison suivante, 2017-2018, Le P.A.N. joue à nouveau la Coupe d'Europe (LEN Euro Cup), compétition où il se qualifie au premier tour, et joue le second tour.
L'année 2017-2018, voit le P.A.N. disputer, pour la première fois de son histoire, la finale du championnat de France de D1, privant le C.N.M. de sa 54ème finale.
En 2018-2019, le P.A.N. dispute pour la première fois la Ligue des Champions.